# Marginella bairstowi
Marginella bairstowi is een slakkensoort uit de familie van de Marginellidae. De wetenschappelijke naam van de soort is voor het eerst geldig gepubliceerd in 1886 door Sowerby III.